# 2006–2007-es magyar női kosárlabda-bajnokság
A 2006–2007-es magyar női kosárlabda-bajnokság a hetvenedik magyar női kosárlabda-bajnokság volt. Az A csoportban tizennégy csapat indult el, a csapatok két kört játszottak. Az alapszakasz után az 1-8. helyezettek play-off rendszerben játszottak a bajnoki címért, a 9-11. és a 12-14. helyezettek pedig újabb két kört játszottak a végső helyezésekért, illetve a kiesés elkerüléséért.
A Kanizsa DKK új neve Kanizsai Vadmacskák lett.

## Alapszakasz
| #   | Csapat                      | M  | Gy | V  | K+   | K-   | P  |
| --- | --------------------------- | -- | -- | -- | ---- | ---- | -- |
| 1.  | MKB-Euroleasing Sopron      | 26 | 24 | 2  | 2371 | 1467 | 50 |
| 2.  | MiZo Pécs 2010              | 26 | 23 | 3  | 2322 | 1425 | 49 |
| 3.  | Szeviép-Szeged KE           | 26 | 23 | 3  | 2015 | 1606 | 49 |
| 4.  | BSE-ESMA                    | 26 | 20 | 6  | 1964 | 1763 | 46 |
| 5.  | Diósgyőri KSK               | 26 | 15 | 11 | 1801 | 1705 | 41 |
| 6.  | Zala Volán-Zalaegerszegi TE | 26 | 15 | 11 | 1806 | 1692 | 41 |
| 7.  | Szolnoki NKK                | 26 | 15 | 11 | 1782 | 1879 | 41 |
| 8.  | SEAT-Foton Győr             | 26 | 13 | 13 | 1932 | 1949 | 39 |
| 9.  | Ceglédi EKK                 | 26 | 8  | 18 | 1656 | 2027 | 34 |
| 10. | Atomerőmű-KSC Szekszárd     | 26 | 7  | 19 | 1646 | 1878 | 33 |
| 11. | Kecskeméti KC               | 26 | 7  | 19 | 1709 | 2035 | 33 |
| 12. | Vasas SC-Csata DSE          | 26 | 6  | 20 | 1499 | 1850 | 32 |
| 13. | Kanizsai Vadmacskák         | 26 | 4  | 22 | 1595 | 2174 | 30 |
| 14. | BEAC-Újbuda                 | 26 | 2  | 24 | 1524 | 2172 | 28 |

* M: Mérkőzés Gy: Győzelem V: Vereség K+: Dobott kosár K-: Kapott kosár P: Pont

## Rájátszás

### 1–8. helyért
Negyeddöntő: MKB-Euroleasing Sopron–SEAT-Foton Győr 81–53, 94–52 és MiZo Pécs 2010–Szolnoki NKK 80–49, 79–49 és Szeviép-Szeged KE–Zala Volán-Zalaegerszegi TE 87–46, 79–90, 84–66 és BSE-ESMA–Diósgyőri KSK 80–71, 73–61
Elődöntő: MKB-Euroleasing Sopron–BSE-ESMA 95–52, 84–58 és MiZo Pécs 2010–Szeviép-Szeged KE 84–58, 65–47
Döntő: MKB-Euroleasing Sopron–MiZo Pécs 2010 72–80, 65–66, 85–59, 81–68, 71–56
3. helyért: Szeviép-Szeged KE–BSE-ESMA 95–73, 56–67, 84–64
5–8. helyért: Diósgyőri KSK–SEAT-Foton Győr 90–75, 51–68, 66–62 és Zala Volán-Zalaegerszegi TE–Szolnoki NKK 74–71, 79–67
5. helyért: Diósgyőri KSK–Zala Volán-Zalaegerszegi TE 73–63, 62–72, 70–67
7. helyért: Szolnoki NKK–SEAT-Foton Győr 77–66, 87–78

### 9–11. helyért
| #   | Csapat                  | M  | Gy | V  | K+   | K-   | P  |
| --- | ----------------------- | -- | -- | -- | ---- | ---- | -- |
| 9.  | Atomerőmű-KSC Szekszárd | 30 | 11 | 19 | 1945 | 2142 | 41 |
| 10. | Ceglédi EKK             | 30 | 9  | 21 | 1941 | 2328 | 39 |
| 11. | Kecskeméti KC           | 30 | 8  | 22 | 1979 | 2324 | 38 |

### 12–14. helyért
| #   | Csapat              | M  | Gy | V  | K+   | K-   | P  |
| --- | ------------------- | -- | -- | -- | ---- | ---- | -- |
| 12. | Vasas SC-Csata DSE  | 30 | 10 | 20 | 1788 | 2070 | 40 |
| 13. | Kanizsai Vadmacskák | 30 | 5  | 25 | 1828 | 2468 | 35 |
| 14. | BEAC-Újbuda         | 30 | 3  | 27 | 1752 | 2448 | 33 |